# واکنش آلومینوترمی
فرایند واکنش احیای آلومینوترمی (Aluminothermic reaction) اکسید فلزات یک واکنش گرمازا است و در آن از آلومینیوم به عنوان عنصر احیاکننده در دماهای بالا استفاده می‌شود. یکی از مثال‌های برجستهٔ آن احیای اکسید آهن توسط آلومینیوم به صورت زیر است:

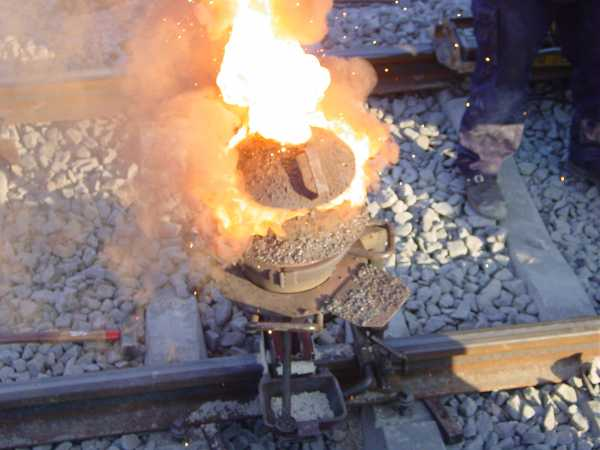
جوشکاری خط آهن با ترمیت.

Fe2O3 + 2 Al → 2 Fe + Al2O3

## تاریخچه
احیای یک اکسید توسط پودر ریز آلومینیوم نخستین بار توسط Saint – Claire Deville و برای اکسید کروم توسط Vohler صورت گرفت؛ ولی به علت اینکه اینچنین فرایندی مستلزم روش‌هایی برای تولید نسبتاً ارزان آلومینیوم بود، تا مدت‌ها بعد توسعه تجاری پیدا نکرد. به‌طور کلی این واکنش به شدت گرمازا بوده و خطر انفجار دارد که بایستی به دقت آن را در نظر گرفت.
بونزن با گرم کردن مخلوطی از آلومینیوم و اکسید فلز توانست فلز مذاب و سرباره‌ای از آلومینا را تولید نماید. با استفاده از این روش واکنش‌های دیگری بر روی فلزات قلیایی و هالوژن‌ها صورت گرفت که این واکنش‌ها به خاطر انفجاری بودنشان غالباً در محفظه‌های سربسته صورت می‌گرفتند، بدین صورت که پس از گرم کردن مخلوط از یک نقطه شروع به فعالیت می‌کرد.
در سال 1893 Goldschmite به این نتیجه رسید که واکنش‌های آلومینوترمی را می‌توان به صورت آهسته و نه به حالت انفجاری هم، به جریان انداخت. اومقدار کمی از اکسید فلز و فلز احیاء‌کننده را خرد نموده و با یکدیگر مخلوط کرد. پس از شروع واکنش، باقی‌مانده مخلوط مواد را مرحله به مرحله به مخلوط اولیه در حال واکنش اضافه نمود و بدین ترتیب وی روش تکامل یافته‌ای از این واکنش را برای اولین بار در سال ۱۸۹۳ میلادی در مجمع الکتروشیمی آلمان به صورت گزارشی ارائه داد که در صنعت متداول گردید.

## تئوری فرایند آلومینوترمی
استفاده از آلومینیوم در فرایندهای متالوترمی به عنوان ماده احیاء‌کننده به دلیل خلوص بالا، قیمت تقریباً پایین و پایداری شیمیایی آن حتی در حالت پودر بسیار ریز، و همچنین تمایل آن در احیای اکسیدها، مورد توجه خاصی قرار دارد. این فرایند با به‌کارگیری قوانین آلومینوترمی به منظور احیای اکسیدهای فلزاتی که واکنش پذیر هم گفته می‌شوند از جمله کروم و وانادیم و سپس جدایش آلومینیوم و اکسیژن از این قبیل فلزات و آلیاژها مرتبط است. فلزات واکنش پذیر از میل زیادشان به جذب اکسیژن و پایداری بالای اکسیدهایشان شناخته می‌شوند. در ضمن خواص مکانیکی مطلوب این عناصر فلزی و آلیاژهایشان مثل نرمی فقط تا زمانی که نیتروژن و اکسیژن موجود در آن‌ها خیلی پایین است بروز خواهد کرد. کانه فلزات واکنش پذیر عموماً شامل اکسیژن است و بنابراین یک شیوه غالب در فرایندهای متالورژیکی استخراجی برای بازیابی این عناصر فلزی و آلیاژهایشان این است که شرایط فرایند طوری طراحی می‌شود که مقدار زیادی اکسیژن از کانه خارج شود و از واکنش بین اکسیژن و نیتروژن تا حد ممکن جلوگیری شود. یک روش متعارف برای دستیابی به اهداف بالا، تشکیل کلریدهای فلزات واکنش پذیر و در نتیجه جداسازی اکسیژن از فلز واکنش پذیر به مقدار لازم می‌باشد. در بسیاری از موارد تبخیر کلریدها اجازه می‌دهد که با تبخیر بسیاری از ناخالصی‌های موجوددر سنگ معدن آن را خالص سازیم. کلرید خالص فلز واکنش پذیر، به کمک احیا با فلز دیگری که از نظر ترمودینامیکی قابلیت خارج کردن کلر از فلز واکنش پذیر را داراست، به فلز فعال احیا می‌شود. محصول این احیای متالوترمی یک فلز واکنش پذیر (معمولاً با دانه بندی کاملاً ریز مثل اسفنج) و کلرید فلز احیاکننده‌است. این فرایند که به نام مخترعش کرول نام گرفت، فرایند متالورژی استخراجی فراگیر حال حاضر است که برای تهیه تیتانیوم، زیرکونیوم و هافنیوم به کار گرفته می‌شود. یک روش دیگر برای رسیدن به اهداف مورد نظر، احیای سنگ معدن‌های اکسیدی فلزات واکنش پذیر به کمک آلومینیوم می‌باشد. این روش به پایداری بالای آلومینا مرتبط است که توسط آن احیای مستقیم به فلز واکنش پذیر انجام می‌شود در حال حاضر روش احیای آلومینوترمی برای تولید خیلی از فلزات و آلیاژها (مخصوصا فروآلیاژها) اهمیت صنعتی دارد. این قبیل فلزات و آلیاژها، فلزات واکنش پذیر کروم، نیوبیوم، تانتالوم و نیز فلزات دیرگداز مانند تنگستن را دربردارند.
یک جنبه مهم در احیاهای آلومینوترمی این است که گرمای زیاد آزاد شده در واکنش اجازه می‌دهد دمای فازهای فلزی و سرباره به بالاتر از نقطه ذوبشان برسد و بنابراین واکنش از هرگونه حرارت اضافی بی‌نیاز شود. از آنجایی که نقطه ذوب آلومینا در حدود ۲۲۷۰ است، روش معمول آنست که اکسید کلسیم به شارژ اضافه می‌کنند که توسط آن یک سرباره آلومینات کلسیم تولید می‌شود که در دمای پایین‌تری ذوب می‌گردد. احیای آلومینوترمی مرسوم در شکل معمولش ترکیبی شامل پودر آلومینیوم، سنگ معدن اکسیدی و به صورت اختیاری اکسید کلسیم را به کار می‌گیرد. این ترکیب در مخزنی با پوشش دیرگداز قرار داده می‌شود و واکنش گرمازا با حرارت مورد نیاز جهت یک بخش از شارژ برای مثال با شعله‌ور ساختن منیزیم یا به وسیله المنت گرم شونده به صورت الکتریکی آغاز می‌شود. سپس واکنش درون شارژ اشاعه می‌یابد. احیای آلومینوترمی مرسوم ضرورتاً یک عملیات مرحله‌ای است. در عمل دریافت شد در طول زمانی که جدایش باید رخ دهد به سبب زمان کم در دسترس برای واکنش و کوتاهی که فازهای فلزی و سرباره به صورت مذاب هستند بازیابی فلز از سرباره زیاد خوب نیست. بایستی بیشترین توجه به تغییراتی مانند اندازه ذره واکنش دهنده‌ها و میزان اختلاطشان جهت دستیابی به بازیابی قابل قبول از فلزات و آلیاژهای ارزشمند داده شود.

## عوامل مؤثر بر فرایند آلومینوترمی
به‌طور کلی یک فرایند آلومینوترمی زمانی موفقیت‌آمیز و ایده‌آل است که واکنش ترکیب پودر آلومینیوم و اکسید فلز به‌طور خود به خودی در سراسر شارژ منتشر گردد. شارژی که حاوی پودر ریز آلومنیوم و اکسید فلز و مواد دیگر است باید قادر باشد گرمای مورد نیاز برای ذوب محصولات واکنش و جدایش سرباره از فلز را تأمین نماید. اگر حرارت ایجاد شده به اندازه کافی بالا باشد و محفظه‌ای که واکنش در آن صورت می‌گیرد به خوبی عایق بندی شده باشد، فلز احیاء شده در ته ظرف ته‌نشین خواهد شد در حالیکه سرباره در بالای آن شناور بوده و پوشش محافظی برای جلوگیری از آلودگی فلز توسط اجزای اتمسفری در طی انجماد را فراهم می‌کند.
از عوامل مهم دیگر در موفقیت واکنش آلومینوترمی، تأثیر اندازه ذرات و نیز اختلاط خوب پودر آلومینیوم و اکسید فلز می‌باشد. استفاده از ذرات درشت مانع از اتلاف گرد و غبار و اکسید شدن غیرضروری آلومینیوم به هنگام گرم کردن در مجاورت هوا می‌شود. از سوی دیگر ذرات ریز عموماً سریعترین سرعت واکنش را ایجاد می‌کند. از طرفی، ذرات درشت آلومینیوم ممکن است بعد از شروع واکنش اکسید نشده و به خاطر سنگینی اش از میان سرباره عبور کرده و در فلز احیاء شده حل شود. این امر ممکن است تا حدی منجر به تجمع آلومینیوم در فلز احیاء شده گردد که بعداً در طی فرایند، با اکسید احیاء نشده واکنش دهد که متعاقب آن افزایش دما را به همراه خواهد داشت.
برای اطمینان از ایجاد یک سرعت واکنش مناسب و همچنین ایجاد درجه حرارت نسبتاً بالا جهت ذوب و جدایش کامل محصولات واکنش و در ضمن اطمینان از بی‌خطر بودن فرایند، بایستی به موازنه اکسیژن مواد شارژی توجه نمود. به عنوان مثال اسید کرومیک به‌طور انفجاری با آلومینیوم واکنش می‌دهد و قابل کنترل نمی‌باشد، مگر اینکه با مقدار قابل توجهی اکسید با درجه اکسیدی کمتر، که سرعت واکنش آن‌ها قابل کنترل است، مخلوط و تنظیم گردد. به‌طور کلی برای تنظیم اکسیژن، ترکیب اکسید یا عوامل احیائی را تغییر می‌دهند (روش داخلی) یا اینکه مقدار اکسیژن را با افزودن نمک‌های غنی از اکسیژن مانند پراکسیدها، دی کرومات‌ها، کلرات‌ها یا نیترات‌ها به شارژ افزایش می‌دهند (روش خارجی) یا اینکه با افزایش فلز احیاء‌کننده میزان اکسیژن را کاهش می‌دهند.